# Jürgen Borchert (Publizist)
Jürgen Borchert (* 25. Mai 1941 in Perleberg; † 1. März 2000 in Schwerin) war ein deutscher Schriftsteller, Publizist und Fotograf.

## Leben
Borchert besuchte die Schule in Perleberg und absolvierte dort eine Fotografenlehre. Anschließend nahm er in Leipzig ein Bibliothekarstudium auf und war Leiter der Kreisbibliothek Perleberg. An der Wissenschaftlichen Allgemeinbibliothek Schwerin wurde er 1979 für ein Jahr Leiter des Kabinetts für mecklenburgische Literaturtraditionen. Aber bereits ab 1980 betätigte er sich als freischaffender Schriftsteller und entwickelte sich unter dem Einfluss seines Freundes Heinz Knobloch zu einem glänzenden Feuilletonisten. Am Ende der DDR war Borchert einer der bekanntesten und meistgelesenen Autoren zu Themen mecklenburgischer Geschichte und Kultur. Nach anhaltenden scharfen Angriffen gegen ihn wegen Verbindungen zum MfS nahm sich Borchert im Jahr 2000 das Leben.
Zu den Gründen hätten „auch Lebensprobleme auf dem freien Markt der Autoren“ gezählt, äußerte die Schweriner Lokalpresse, die Borcherts letzte Lebensjahre von „finanziellen Sorgen“ überschattet sah. Und „er habe den Weg in die freie Marktwirtschaft als Autor, der Geld verdienen mußte, um das Nötigste für sich und die Familie zu haben, je länger desto mühsamer geschafft“, ist an anderem Ort zu lesen.
Jürgen Borchert war in der DDR seit 1979 unter dem Decknamen „Uwe Lüders“ als Inoffizieller Mitarbeiter des Ministeriums für Staatssicherheit tätig.

## Auszeichnungen
- Johannes-Gillhoff-Preis des Kulturkreises Mecklenburg, 1992
- Fritz-Reuter-Kunstpreis des Rates des Bezirkes Schwerin, 1980 und 1987

## Werke

### Landeskunde
Borchert veröffentlichte rund 30 Bücher und mehr als 300 Aufsätze mit oft feuilletonistischen Texten, zumeist zum Thema Mecklenburgische Kulturgeschichte und Biographien berühmter Mecklenburger.
- Mein mecklenburgischer Zettelkasten. Hinstorff Verlag, Rostock 1985, [2. Aufl.: 1989]
- Mecklenburgs Grossherzöge: 1815 - 1918. Demmler Verlag, Schwerin 1992. ISBN 978-3-910150-14-0
- Des Zettelkastens andrer Teil. 1988.
- Noch 'was aus dem Zettelkasten. 1991.
- Was blieb... Jüdische Spuren in Mecklenburg. Haude & Spener Verlag, Berlin 1994.
- Eine Stadt vor 100 Jahren - Neubrandenburg. Bilder und Berichte. Weiland, Lübeck 1998.
- Spaziergänge auf Rügen. 1999.
- Neuer mecklenburgischer Zettelkasten. 2000.
- Spaziergänge in Schwerin. 2000.
- Was ich von Wismar weiß. Notizen und Bilder. 2000.

### Biografische Romane
- Je dunkler der Ort... - Ein Ludwig-Reinhard-Roman. Hinstorff Verlag, Rostock 1980.
- Carl Hinrichs - Ut mien'n Malerleben. Hinstorff Verlag, Rostock 1986, ISBN 3-356-00030-6.
- Reuter in Eisenach. Die Briefe des Physikus Schwabe. Roman. Hinstorff Verlag, Rostock 1982, ISBN 3-356-00033-0. [Neuauflage: Demmler, Ribnitz-Damgarten 1997, ISBN 3-910150-33-0.]
- Hoffmann von Fallersleben. Ein deutsches Dichterschicksal. Verlag der Nation, Berlin 1991, ISBN 3-373-00467-5.
- Alexandrine - Die "Königin" von Mecklenburg; aus dem Leben einer preußischen Prinzessin. Demmler Verlag, Schwerin 1995. (2. Auflage. 2000, ISBN 3-910150-29-2.)
- Heinrich Seidels Lebenswelten oder Die Nachtigall singt keine Klage. Roman. Demmler Verlag, Schwerin 1997, ISBN 3-910150-40-3.

### Sonstiges
- Klappersteine. Feuilletons. Mitteldeutscher Verlag, Halle 1977.
- Elefant auf der Briefwaage. 40 Feuilletons. Mitteldeutscher Verlag, Halle 1979.
- Efeu pflücken. Historische Miniaturen. Mitteldeutscher Verlag, Halle 1982.
- Die Papiere meiner Tante, Halle 1984. (Als E-Book: Edition digital, Godern 2012, ISBN 978-3-86394-692-0)
- Vadder kocht. Oder wie man eine Küche verwüstet. Schwerin 1994, ISBN 3-910150-23-3.
- Leben im Beton. Alltagsgeschichten. Rostock 2001, ISBN 3-356-00887-0.

## Nachlass
Der Nachlass Borcherts wird in der Landesbibliothek Mecklenburg-Vorpommern aufbewahrt; u. a. der Briefwechsel zwischen Borchert und Heinz Knobloch ab 1971. Im Fritz Reuter Literaturarchiv befindet sich der Briefwechsel mit Hans-Joachim Griephan. Diesen hat 2024 durch Schenkung das Fritz-Reuter-Literaturmuseum in Stavenhagen erworben. Dort ist die Korrespondenz Teil der Sammlung Hans-Joachim Griephan.